# エルヴェ・ニケ
エルヴェ・ニケ（Hervé Niquet, 1957年10月28日 ソンム県アベヴィル - ）はフランスの指揮者。
1980年にパリ・オペラ座の合唱指揮者に就任。1985年から1986年まで、ウィリアム・クリスティの古楽器アンサンブル「レザール・フロリサン」に加入。1987年に自ら、17世紀から18世紀のフランス宗教音楽を専門とする古楽器アンサンブル「ル・コンセール・スピリテュエル」を結成し、現在まで指揮者を務めるとともに、従来無名だったフランス・バロック音楽の作曲家や作品の発掘に取り組んでいる。2002年に創立15周年を記念して行なった、ヘンデルの管弦楽組曲《水上の音楽》と《王宮の花火の音楽》の録音は、緻密な歴史考証と大人数による演奏によって有名になった。
2002年にモントリオールにて「ラ・ヌーヴェル・サンフォニー」を設立。2004年よりアントウェルペン・ベートーヴェン・アカデミーの芸術監督に就任。